# Сидибе, Сиссе Мариам Кайдама
Сиссе Мариам Кайдама Сидибе (фр. Cissé Mariam Kaïdama Sidibé; 4 января 1948, Тимбукту, Французская Западная Африка — 6 ноября 2021, Тунис) — малийский политический и государственный деятель, премьер-министр Мали (3 апреля 2011 — 21 марта 2012). Первая женщина-глава правительства в своей стране.

## Биография
Окончила Малийскую национальную школу управления (EDA) в Бамако, где получила степень в области гражданского управления.
С 1974 по 1989 год работала государственным служащим в Министерстве по надзору за государственными компаниями и обществами (Ministère de Tutelle des Sociétés et Entreprises d’Etat du Mali), став помощником министра с 1987 года. Продолжила учёбу в университетах и фондах Западной Африки, а также во Франции, Канаде, Бельгии и Италии.
В 1991 году была назначена специальным советником президента Амаду Тумани Туре, затем — министром планирования и международного сотрудничества переходного правительства (август 1991 года — июнь 1992). С мая 1992 по июнь 1992 г. была министром сельского хозяйства Мали.
С августа 1993 по ноябрь 2000 г. занимала пост исполнительного секретаря межправительственного Межгосударственного комитета по борьбе с опустыниванием в Сахеле, базирующегося в Уагадугу. В августе 2001 года снова была назначена специальным советником президента.
С марта по июнь 2002 года работала министром развития сельских районов. В 2003 году стала президентом административного совета правительственной табачной корпорации Мали, SONTAM (Société nationale des tabacs et allumettes du Mali).
В апреле 2011 года заняла кресло премьер-министра Мали.
Отстранена от должности в результате военного переворота 2012 года и арестована.
Была замужем и имела четверых детей.